# Campeonato Mundial de Rugby M19 División B de 2001
El Campeonato Mundial de Rugby M19 División B de 2001 se disputó en Chile y fue la vigésimo segunda edición del torneo en categoría M19.

## Resultados

### Dieciseisavos de final
| 5 de abril | España | 34 - 14 | Túnez |  |  |

| 5 de abril | República Checa | 3 - 41 | Polonia |  |  |

| 5 de abril | Sri Lanka | 5 - 30 | Estados Unidos |  |  |

| 5 de abril | Georgia | 29 - 0 | Alemania |  |  |

| 5 de abril | Rusia | 49 - 16 | Marruecos |  |  |

| 5 de abril | Paraguay | 6 - 11 | Lituania |  |  |

| 5 de abril | Portugal | 3 - 10 | Ucrania |  |  |

| 5 de abril | Canadá | 22 - 7 | Bélgica |  |  |

### Cuartos de final 9° al 16° puesto
| 8 de abril | Marruecos | 13 - 3 | Paraguay |  |  |

| 8 de abril | Portugal | 26 - 21 | Bélgica |  |  |

| 8 de abril | Sri Lanka | 11 - 38 | Alemania |  |  |

| 8 de abril | Túnez | 18 - 15 | República Checa |  |  |

### Cuartos de final 1° al 8° puesto
| 8 de abril | España | 11 - 8 | Polonia |  |  |

| 8 de abril | Estados Unidos | 7 - 24 | Georgia |  |  |

| 8 de abril | Rusia | 58 - 3 | Lituania |  |  |

| 8 de abril | Ucrania | 0 - 30 | Canadá |  |  |

### Semifinal 13° al 16° puesto
| 11 de abril | República Checa | 13 - 12 | Sri Lanka |  |  |

| 11 de abril | Paraguay | 16 - 7 | Bélgica |  |  |

### Semifinal 9° al 12° puesto
| 11 de abril | Túnez | 15 - 22 | Alemania |  |  |

| 11 de abril | Marruecos | 24 - 22 | Portugal |  |  |

### Semifinal 5° al 8° puesto
| 11 de abril | Polonia | 38 - 9 | Estados Unidos |  |  |

| 11 de abril | Lituania | 10 - 15 | Ucrania |  |  |

### Semifinales Campeonato
| 11 de abril | España | 8 - 31 | Georgia |  |  |

| 11 de abril | Rusia | 16 - 13 | Canadá |  |  |

### 15° puesto
| 14 de abril | Sri Lanka | 22 - 15 | Bélgica |  |  |

### 13° puesto
| 14 de abril | República Checa | 15 - 8 | Paraguay |  |  |

### 11° puesto
| 14 de abril | Túnez | 13 - 19 | Portugal |  |  |

### 9° puesto
| 14 de abril | Alemania | 25 - 30 | Marruecos |  |  |

### 7° puesto
| 14 de abril | Estados Unidos | 25 - 20 | Lituania |  |  |

### Quinto puesto
| 14 de abril | Polonia | 35 - 5 | Ucrania |  |  |

### Tercer puesto
| 14 de abril | España | 0 - 34 | Canadá |  |  |

### Final
| 14 de abril | Georgia | 37 - 8 | Rusia |  |  |

| Bandera de Georgia |
| Campeón Georgia    |
| Segundo título     |